# A darmstadtium izotópjai
A darmstadtiumnak (Ds) nincs stabil izotópja, így standard atomtömege nem adható meg, mivel a többi szupernehéz atomhoz hasonlóan gyorsan elbomlik.

## Táblázat
| Az izotóp jele | Z(p)                | N(n)                | Az izotóp tömege (u) | felezési idő                  | magspin  | jellemző izotóp- összetétel (móltört) | természetes ingadozás (móltört) |
| Az izotóp jele | gerjesztési energia | gerjesztési energia | gerjesztési energia  | felezési idő                  | magspin  | jellemző izotóp- összetétel (móltört) | természetes ingadozás (móltört) |
| -------------- | ------------------- | ------------------- | -------------------- | ----------------------------- | -------- | ------------------------------------- | ------------------------------- |
| 267Ds          | 110                 | 157                 | 267,14434(39)#       | 3(+6−2) µs                    | 9/2+#    |                                       |                                 |
| 268Ds          | 110                 | 158                 | 268,14380(54)#       | 100# µs                       | 0+       |                                       |                                 |
| 269Ds          | 110                 | 159                 | 269,14512(15)#       | 230(110) µs [179(+245−66) µs] | 3/2+#    |                                       |                                 |
| 270Ds          | 110                 | 160                 | 270,14472(31)#       | 160(100) µs [0,10(+14−4) ms]  | 0+       |                                       |                                 |
| 270mDs         | 1140(70) keV        | 1140(70) keV        | 1140(70) keV         | 10(6) ms [6,0(+82−22) ms]     | (10)(−#) |                                       |                                 |
| 271Ds          | 110                 | 161                 | 271,14606(11)#       | 210(170) ms                   | 11/2−#   |                                       |                                 |
| 271mDs         | 29(29) keV          | 29(29) keV          | 29(29) keV           | 1,3(5) ms                     | 9/2+#    |                                       |                                 |
| 272Ds          | 110                 | 162                 | 272,14632(70)#       | 1# s                          | 0+       |                                       |                                 |
| 273Ds          | 110                 | 163                 | 273,14886(14)#       | 0,17(+17−6) ms                | 13/2−#   |                                       |                                 |
| 273m1Ds        | 198(20) keV         | 198(20) keV         | 198(20) keV          | 120 ms                        | 3/2+#    |                                       |                                 |
| 273m2Ds        | 290(40) keV         | 290(40) keV         | 290(40) keV          |                               |          |                                       |                                 |
| 274Ds          | 110                 | 164                 | 274,14949(53)#       | 2# s                          | 0+       |                                       |                                 |
| 275Ds          | 110                 | 165                 | 275,15218(48)#       | 2# s                          |          |                                       |                                 |
| 276Ds          | 110                 | 166                 | 276,15303(65)#       | 5# s                          | 0+       |                                       |                                 |
| 277Ds          | 110                 | 167                 | 277,15565(104)#      | 5# s                          | 11/2+#   |                                       |                                 |
| 278Ds          | 110                 | 168                 | 278,15647(73)#       | 10# s                         | 0+       |                                       |                                 |
| 279Ds          | 110                 | 169                 | 279,15886(80)#       | 0,18(+5−3) s                  |          |                                       |                                 |
| 280Ds          | 110                 | 170                 | 280,15980(91)#       | 11(6) s                       | 0+       |                                       |                                 |
| 281Ds          | 110                 | 171                 | 281,16206(78)#       | 9,6 s                         | 3/2+#    |                                       |                                 |

## Fordítás
Ez a szócikk részben vagy egészben az Isotopes of darmstadtium című angol Wikipédia-szócikk ezen változatának fordításán alapul.  Az eredeti cikk szerkesztőit annak laptörténete sorolja fel. Ez a jelzés csupán a megfogalmazás eredetét és a szerzői jogokat jelzi, nem szolgál a cikkben szereplő információk forrásmegjelöléseként.